# Flugzeugreifen

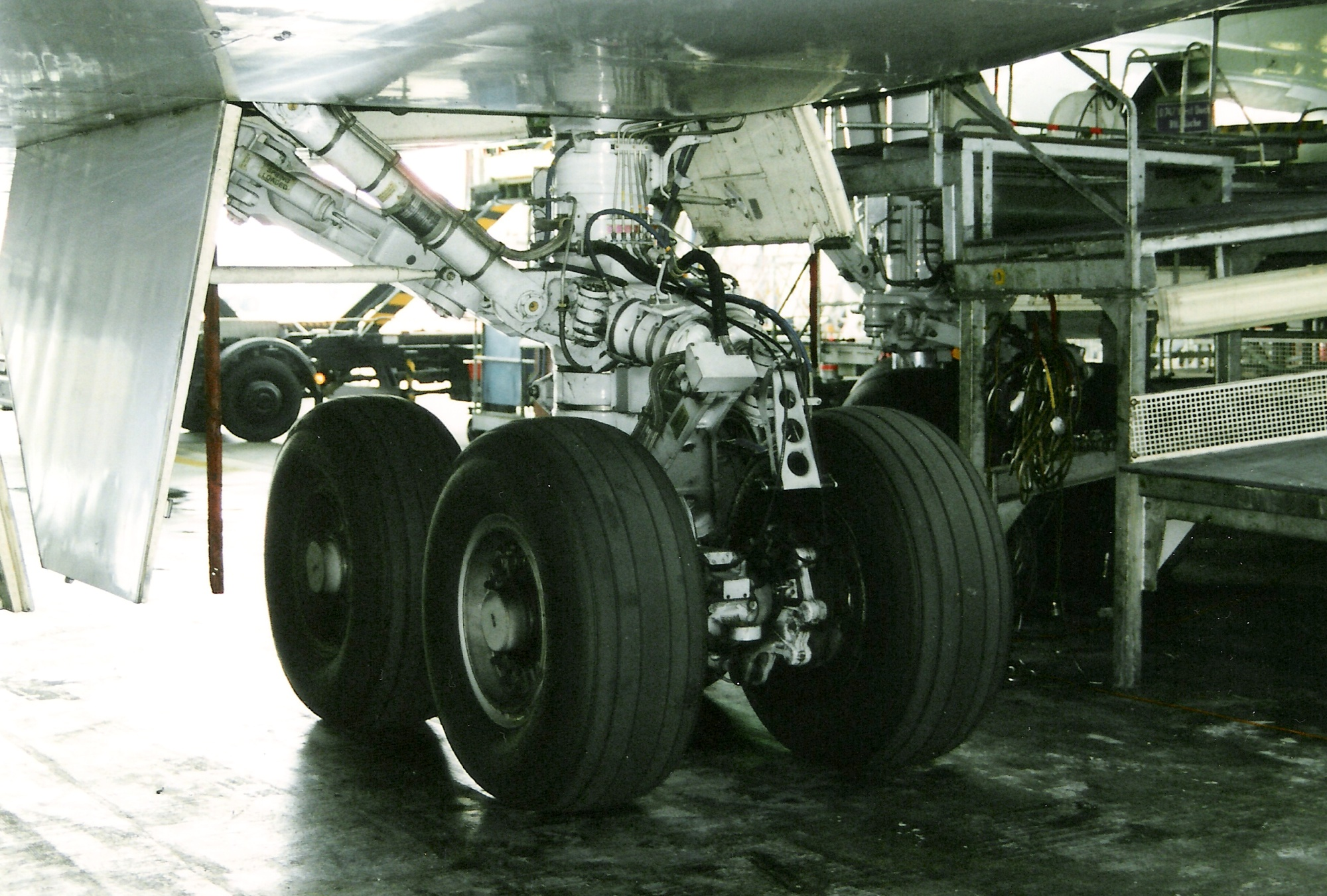
Flugzeugreifen am Hauptfahrwerk einer Boeing 747

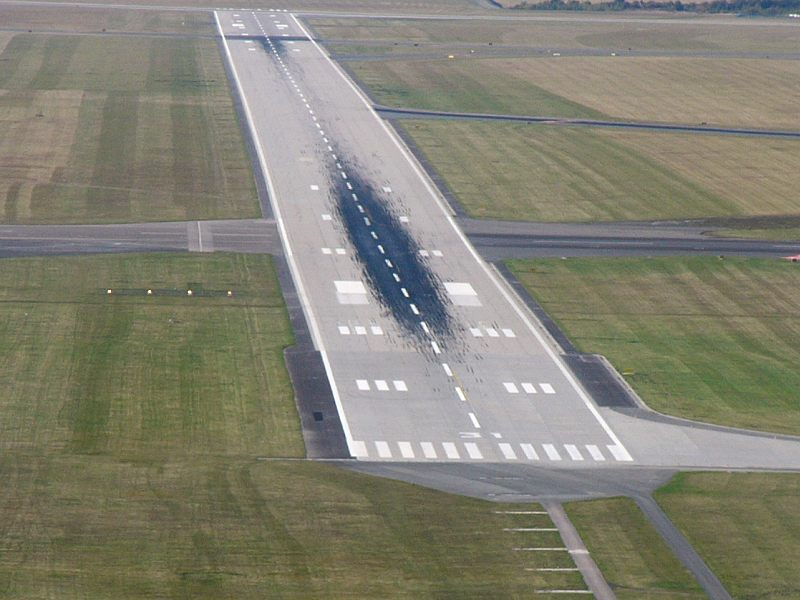
Landebahn mit deutlich erkennbarem Reifenabrieb am Aufsetzpunkt

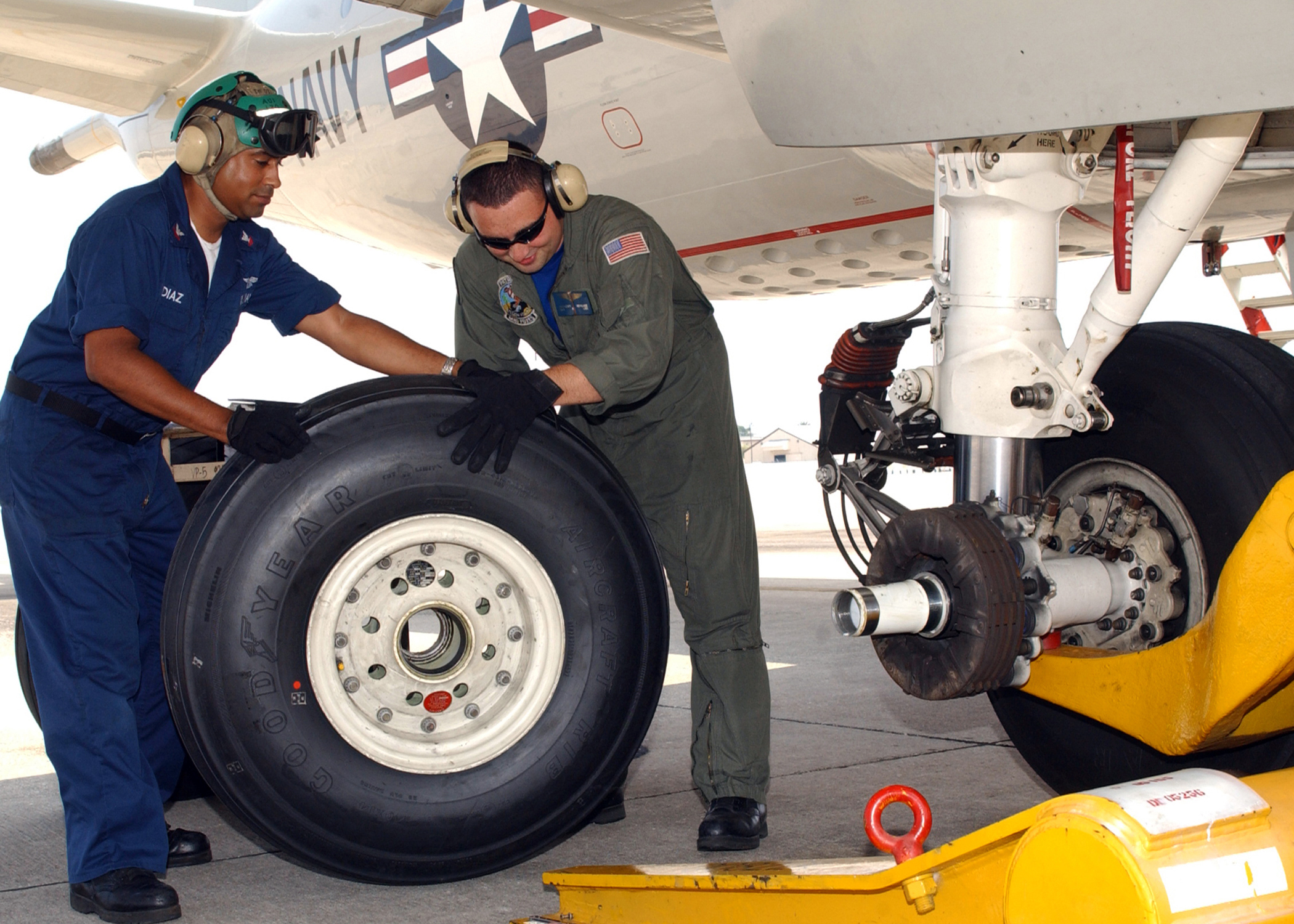
Radwechsel beim Flugzeug

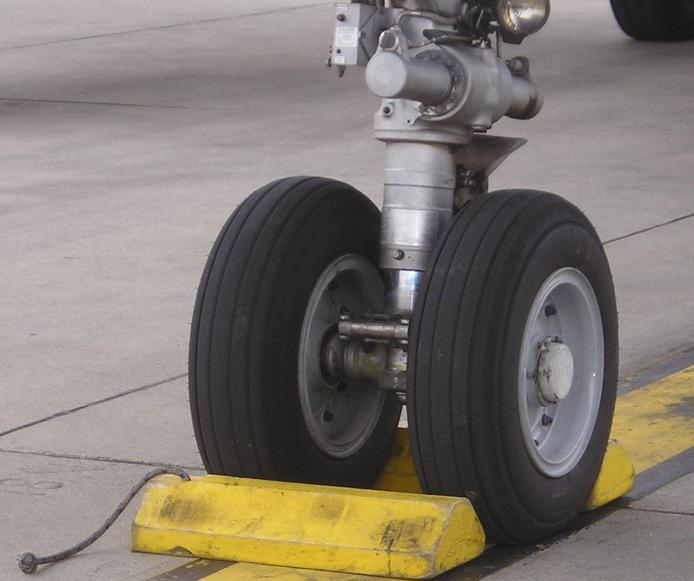
Bremsklötze an einem Flugzeugreifen (wheel chocks)

Flugzeugreifen sind die Reifen am Fahrwerk eines Flugzeugs. Die Flugzeugreifen werden während der Landung und vor allem beim Start sehr starken Kräften ausgesetzt. Im Moment des Aufsetzens werden sie sehr schnell auf die Landegeschwindigkeit beschleunigt. Dabei erhitzen sie sich und es kommt zu starkem Abrieb von Gummi auf der Landebahn. Die noch größere Materialbelastung beim Start erklärt sich durch das deutlich höhere Startgewicht und die höhere Geschwindigkeit beim Start.

## Technik
Flugzeugreifen sind meist schlauchlos. Ihr Profil besteht lediglich aus Längsrillen, die bei Regen Wasser zur Vermeidung von Aquaplaning ableiten sollen und den Verschleiß anzeigen. In das Reifengummi ist Gewebe eingearbeitet, damit die Lauffläche nicht durch die bei hohen Geschwindigkeiten entstehenden Fliehkräfte zerstört wird. Anders als beim Autoreifen ist die Sichtbarkeit von Gewebe daher kein sicheres Zeichen für übermäßigen Verschleiß, zudem werden Flugzeugreifen aus Kostengründen grundsätzlich regelmäßig runderneuert.

## Verschleiß
Flugzeugreifen, oder auch Flugzeugräder (Reifen und Felge) genannt, werden für die Landung nicht durch Antrieb in Rotation versetzt, daher kommt es wegen der abrupten Beschleunigung beim Kontakt mit der Landebahn zu starkem Gummiabrieb.
Beim Start wirken auf die Reifen noch größere Kräfte durch das höhere Gewicht des Flugzeugs sowie dessen deutlich höhere Geschwindigkeit. Außerdem entstehen durch enge Kurvenradien auf dem Rollfeld starke Scherkräfte, also Kräfte, die nicht in Rollrichtung wirken, da das Hauptfahrwerk, das fast das gesamte Gewicht des Flugzeugs trägt, meist starr angeordnet ist.
Betrieb mit falschem Reifendruck, hohe Umgebungstemperaturen, harte Bremsmanöver bei hohen Geschwindigkeiten sowie schnelle und enge Kurvenfahrten (Haupträder sind auf starren Achsen fixiert) führen zu erhöhtem Reifenverschleiß.

## Füllung
Die Reifen sind aus Gründen des Brandschutzes mit Stickstoff befüllt. Insbesondere bei Notbremsungen (Startabbruch, Landung mit hohem Gewicht) werden die in der Felge angebrachten Bremsen extrem heiß. Der entstehende Überdruck im Reifen wird durch spezielle temperaturabhängige Schmelzventile abgeblasen und kühlt die glühenden Bremsen. Eine Luftfüllung würde einen Brand dagegen eher anfachen. Da normale Luft wegen der Luftfeuchtigkeit etwas Wasser enthält, würde dieses in großer Höhe, bei Temperaturen bis zu −56 °C gefrieren. Dagegen wird Stickstoff unter normalem Druck erst bei −196 °C flüssig und in großer Flughöhe bei −173 °C.
Die FAA fordert seit 1990 die Verwendung von Stickstoff, da einige Fälle aufgetreten waren, in denen sich durch äußere Hitzeeinwirkung verdampfte Reifenbestandteile mit der Luftfüllung der Reifen selbst entzündeten.
Dies gilt aufgrund der niedrigeren Geschwindigkeiten nicht für Kleinflugzeuge, deren Reifen meist mit Luft gefüllt sind.

## Bauformen und Bezeichnungen
Flugzeugräder werden im Englischen Wheels, die Hauptfahrwerksreifen Main Wheels und die Bugfahrwerkräder Nose Wheels, genannt. Die meist größeren Räder des Hauptfahrwerkes sind knapp hinter dem Schwerpunkt des Fluggerätes angeordnet. Sie tragen den größten Teil des Flugzeuggewichts, an ihren Radachsen befinden sich die Flugzeugbremsen. Beim Bugfahrwerk sind die Reifendimensionen kleiner, da hier nur ein kleiner Teil des Flugzeuggewichtes abgestützt wird und deswegen auch in der Regel keine Radbremsen vorhanden sind.

## Maximale Reifengeschwindigkeit
Die maximale Rollgeschwindigkeit der Flugzeugreifen (engl. maximum tire speed) kann in besonderen Fällen ein limitierender Faktor sein.
Bei Landungen ohne ausgefahrene Landeklappen (engl. flaps up landing; z. B. wegen Defekten an den Klappen), kann die Landegeschwindigkeit nahe an die maximum tire speed kommen.
Ebenso kann das Starten bei großer Höhe (engl. high altitude take-off; z. B. Start von hoch gelegenen Flugplätzen – Flughafen La Paz 13.325 Fuß) eine hohe Startgeschwindigkeit erforderlich sein, die an das Limit der maximal zulässigen Reifengeschwindigkeit heran reicht.
Beispiele für maximale Reifengeschwindigkeit:
- Cessna Citation I/SP (Modell 501) – 165 Knoten[3]
- Cessna 172 – 160 Knoten[3]
- CRJ – 210 Knoten[3]
- A320 – 225 Knoten[3]
- A330 – 235 Knoten[3]
- Concorde – 279 Knoten[3]

## Sonstiges
Der Reifenverschleiß wird regelmäßig geprüft. Vor jedem Start gehen der Kapitän oder Copilot generell um das Flugzeug und begutachten den Zustand der Reifen und Bremsen. Bei täglicher Wartung am Flugzeug entscheidet vor allem der Techniker, ob der Reifen verschlissen oder beschädigt ist und ggf. präventiv auszuwechseln ist.
Die Prüfung auf übereinstimmende Rutschmarken ist bei Kleinflugzeugen mit Schlauchbereifung Teil der äußeren Sichtprüfung im Rahmen der Preflight-Checks.
Flugzeugreifen werden runderneuert, was nicht bedeutet, dass die Reifen minderwertig sind, da es sich um einen sehr aufwändigen und technisch sorgfältigen Prozess handelt. Die Lauffläche wird abgehobelt, und die verbleibende Karkasse, das Grundgerüst des Reifens, einer sorgfältigen Kontrolle durch Sichtprüfung und Röntgen unterzogen. Durch Vulkanisation wird eine neue Lauffläche aufgebracht. Wenn das Rad gewechselt wird, kommt es in die Reifenwerkstatt, wo der Reifen und die beiden Felgenhälften demontiert werden. Der Reifen wird dem Reifenhersteller zugeschickt, die Felgenhälften werden meist in den Reifenwerkstätten der Fluglinien oder Wartungsbetriebe gewaschen, überprüft und mit neuen Reifen montiert.